# Bandera de Hainaut
La bandera de Hainaut és un estendard extret de l'escut d'armes, ja que la província no ha adoptat cap bandera oficial. L'estendard està dividit en 4 quarters carregant-se el primer i el quart amb un lleó rampant d'atzur armat i lampassat de gules, mentre el segon i el tercer quarter porten per càrrega un lleó rampant de gules armat i lampassat d'atzur, tot sobre un camp d'or. Les proporcions poden ser 1:1 o 2:3.

Escut d'armes de la província.